# Plaine maritime flamande
Ne doit pas être confondu avec Flandre maritime.

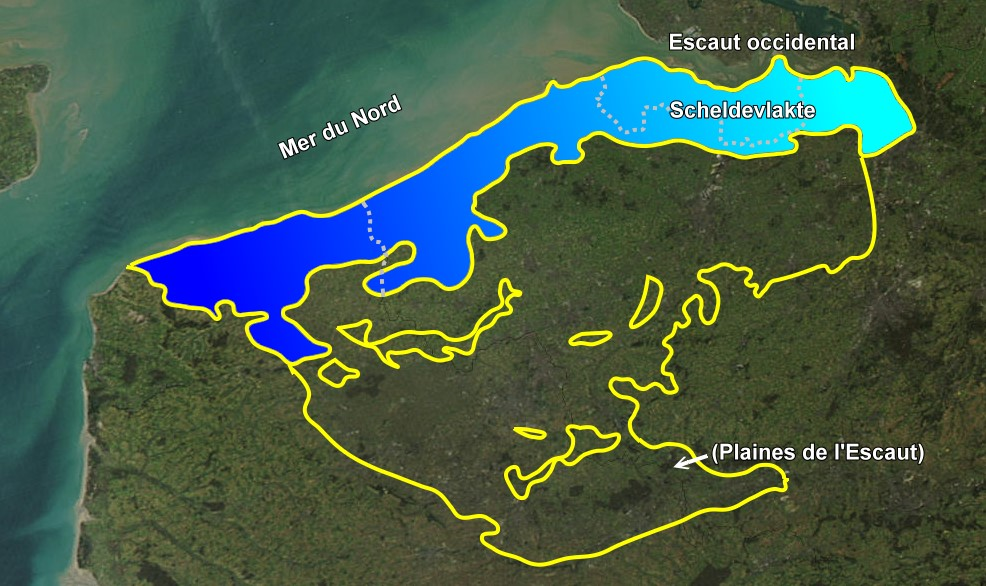
La région côtière colorée en bleu à bleu-vert est la plaine maritime flamande, selon la terminologie française. Elle va de Sangatte en France à Anvers en Belgique, en passant par la Flandre zélandaise aux Pays-Bas (les frontières sont en pointillés). La partie en bleu-vert à l'Est le long de l'Escaut occidental est la Scheldevlakte ("plaine de l'Escaut") en néerlandais, mais cette subdivision n'existe pas en français car la "plaine de l'Escaut" désigne en français une autre zone dans le Tournaisis. La région la plus vaste entourée de jaune et non colorée à l'intérieur des terres délimite le reste de la plaine de Flandre (sa délimitation peut varier), et les petites parties également entourées de jaune au sein de la plaine de Flandre sont des zones de collines.

La plaine maritime flamande est une plaine de très faible altitude, inférieure à 5 m pour l'essentiel, régulièrement plate, dont une partie se situe sous le niveau des plus hautes marées. Elle est composée d'alluvions marines silico-calcaires qui reposent sur un lit de tourbe. C'est une partie de la plaine de Flandre, qui est plus vaste.
En France la plaine maritime flamande s'étend le long de la côte de la mer du Nord. Sa limite occidentale, située dans le département du Pas-de-Calais, est marquée par le début du massif crayeux du cap Blanc-Nez (faisant partie des collines de l'Artois) à Sangatte, de là elle va jusqu'à la frontière franco-belge, en passant par le Westhoek français (la partie française de la Flandre flamingante) dans le département du Nord où elle constitue le « Blootland » (pays nu). Cette plaine continue bien au-delà de la frontière, sur tout le long du littoral de la Belgique, dans la Région flamande, et jusqu'à l’estuaire de l'Escaut (à Anvers). Elle passe par une portion des Pays Bas: la Flandre zélandaise. Si au Nord sa limite est le littoral, au Sud sa limite est essentiellement constituée par le début de bas plateaux argilo-sableux et limoneux dont fait partie le « Houtland » en Flandre flamingante française.
En néerlandais, la partie orientale de la plaine maritime flamande, située le long de l'Escaut occidental (bras de mer qui est l'estuaire de l'Escaut) est dénommée « Scheldevlakte » (« plaine de l'Escaut »). Mais cette subdivision n'est pas faite en français, car en français la « plaine de l'Escaut » désigne une autre zone située dans le Tournaisis en Wallonie (Belgique).

## Confusion

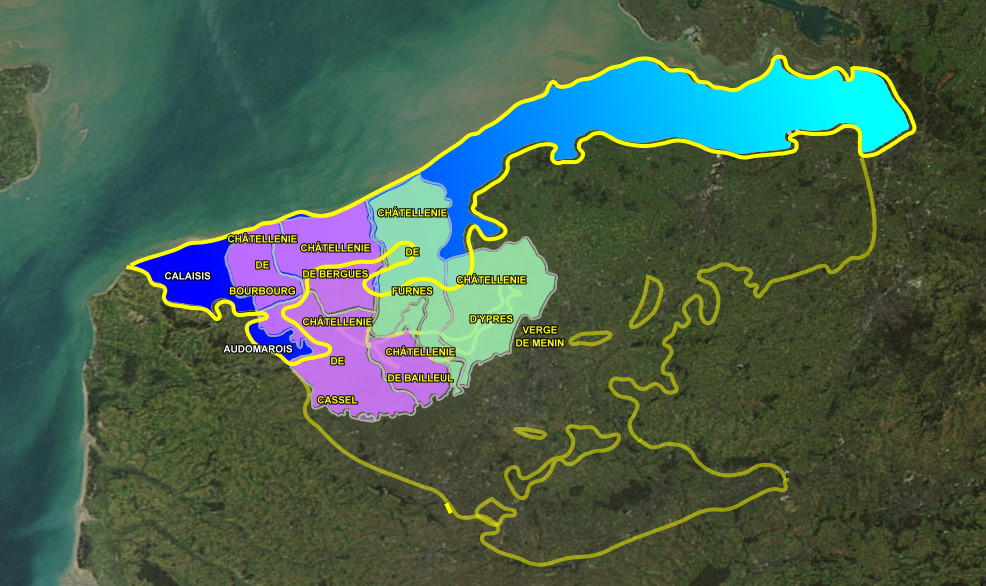
La province historique de « Flandre maritime » (en rose), et son extension maximale temporaire (en vert clair), comparées à la plaine maritime flamande.

En français, la « plaine maritime flamande » ne doit pas être confondue avec la « Flandre maritime », qui est le nom d'une province de l'Ancien régime (une intendance, équivalent des arrondissements actuels), qui correspond à la partie nord (la plus maritime) de la Flandre française (la Flandre française est la partie française de l'ancien comté de Flandre). La « Flandre maritime » correspond pour l'essentiel à l'actuel arrondissement de Dunkerque qui est encore souvent dénommé sous ce nom, elle correspond aussi en bonne partie au Westhoek français (Flandre flamingante française). La plaine maritime proprement dit passe par la Flandre maritime mais elle n'en compose qu'une partie, à cet endroit elle est appelée Blootland (pays nu), par opposition au Houtland (pays au bois), ce dernier compose la majeure partie de la Flandre maritime mais ne fait pas partie de la plaine maritime flamande. La « plaine maritime flamande » est une notion de géographie physique (topographie) tandis que la « Flandre maritime » est une notion de géographie historique, politique et culturelle.
Cependant le terme néerlandais « Maritiem Vlaanderen » (littéralement « Flandre maritime » en français) correspond à la région topographique de la plaine maritime et non à la province historique, cette acception est parfois reprise en français du fait de la disparition de cette ancienne entité provinciale...
Il ne faut pas non plus confondre la « plaine maritime flamande » avec la « plaine de Flandre » (tout court), qui est une région topographique beaucoup plus vaste, dont la plaine maritime constitue une partie. La partie française de la plaine de Flandre comprend aussi des zones de plateaux de basse altitude aux reliefs plus ou moins onduleux, avec un sous-sol argileux ou sableux (le Houtland, l’arrondissement de Lille, la Pévèle), crayeux (le Mélantois) et des plaines alluvionnaires intérieures (plaine de la Lys, plaine de la Scarpe).

## Formation géologique
Cette plaine s'est formée par la sédimentation marine, lagunaire et estuarienne lors des épisodes fréquents d'inondation quasi complète de cette plaine par la mer jusqu'aux périodes historiques récentes. Au fil des transgressions marines, les sédiments ont relevé le niveau du fond jusqu'à le faire quasiment émerger. Certaines parties sont des polders, c'est-à-dire des bras de mer et des lagunes qui ont été endigués et drainés artificiellement par l'homme, c'est notamment le cas des Moëres. Les franges sud de la plaine sont souvent tourbeuses du fait de la présence d'anciens marais littoraux avec des roselières et des forêts marécageuses, les parties littorales de la plaine sont sableuses, et les zones autrefois occupées par des estuaires sont souvent argileuses. La plaine n'est donc pas homogène au niveau des sols.
Durant les dernières périodes d'inondations marines, ce qui est aujourd'hui la plaine maritime flamande était alors occupée par une mer peu profonde avec de nombreux bancs de sable et de vase qui émergeaient à marée basse, séparée de la mer du Nord par un cordon dunaire formant des petites iles à l'emplacement du littoral actuel, sur lesquelles des bourgs et des abbayes se sont élevées au Moyen Âge. Cette mer avait une physionomie et une écologie fort semblable à la mer des Wadden actuelle, avec laquelle elle avait d'ailleurs une certaine continuité via les régions aujourd'hui polderisées des Pays-Bas qui étaient aussi des zones marines.

## Écologie
C'est une plaine très densément cultivée, urbanisée et industrialisée, et elle constitue un territoire parmi les plus hautement artificialisé du nord de la France et de Belgique. Elle est sujet à l'eutrophisation des eaux superficielles (excès de nutriments dû aux engrais agricoles et aux rejets urbains). Cependant quelques marais tourbeux intérieurs, des friches, des étangs, et des marais littoraux saumâtres et salés, parfois protégés en réserves naturelles ou créés artificiellement pour compenser l’industrialisation du littoral, et la présence de prairies permanentes (pâtures), sont des zones naturelles très précieuses pour l'avifaune aquatique et marine qui est particulièrement abondante et diversifiée dans ces écosystèmes humides et littoraux, la région étant située sur un axe migratoire majeur à l’échelle européenne pour les oiseaux. De plus, les vastes zones industrielles et portuaires elles-mêmes, qui sont riches en milieux constamment perturbées et rajeunis, en zones humides abandonnées entre les installations, en bassins de lagunage, en vastes friches entretenues ou à l'abandon, etc., sont des milieux de substitution qui abritent une avifaune rare à l’échelle française, il devient aujourd'hui fréquent que ces zones soient gérées de manière à pouvoir mieux accueillir les oiseaux malgré l'activité industrielle et portuaire.